# Leptorhamdia marmorata
Leptorhamdia marmorata är en fiskart som beskrevs av Myers 1928. Leptorhamdia marmorata ingår i släktet Leptorhamdia och familjen Heptapteridae. Inga underarter finns listade i Catalogue of Life.